# Eižens Laube
Eižens Laube  (i ældre kilder Eugen Laube; født 25. maj 1880 i Riga i Guvernement Livland, død 21. juli 1967 i Portland i Oregon) var en tyskbaltisk arkitekt fra Letland. Laube var ansvarlig for noget af rekonstruktionsarbejdet på Riga Slot i 1930'erne, og han tegnede mere end 200 bygninger i Riga.
Laube dimitterede fra Rigas Polytekniske Instituts afdeling for arkitektur i 1907. I sine tidlige akademiske år, begyndte han at arbejde for Konstantīns Pēkšēns arkitektkontor.
Fra 1909 til 1914 var han officiel rådgiver for kommissionen til kunstneriske sager i arkitektur i Riga. Han var også formand for Letlands Arkitektforening (1924–26). I 1944 emigrerede han til Tyskland, hvor han arbejdede som professor i arkitektur ved Baltiske Universitet i Pinneberg, nær Hamborg. Fra 1950 boede han i USA.
Før 1. verdenskrig var Laube en af pionererne i Rigas Jugendstil-bevægelse, særligt bemærkelsesværdigt er den overdådigt udsmykkede bygning på Tallinas iela 23 fra 1901, tegnet i samarbejde med Pēkšēns. Hans bedst kendte værker er i den nationalromatiske stil. Laube anvendte primært naturlige materialer, forskelligt farvede mursten, lokale sorter af sten, metal og træ. Laubes bygningsornamentering bestod typisk af blomster og geometriske motiver, og hans bygninger var som regel rettet opad i en lodret form. Hans senere værker, især fra 1930'erne, var præget af flere nyklassicistiske påvirkninger.